# Mercato di Chatuchak

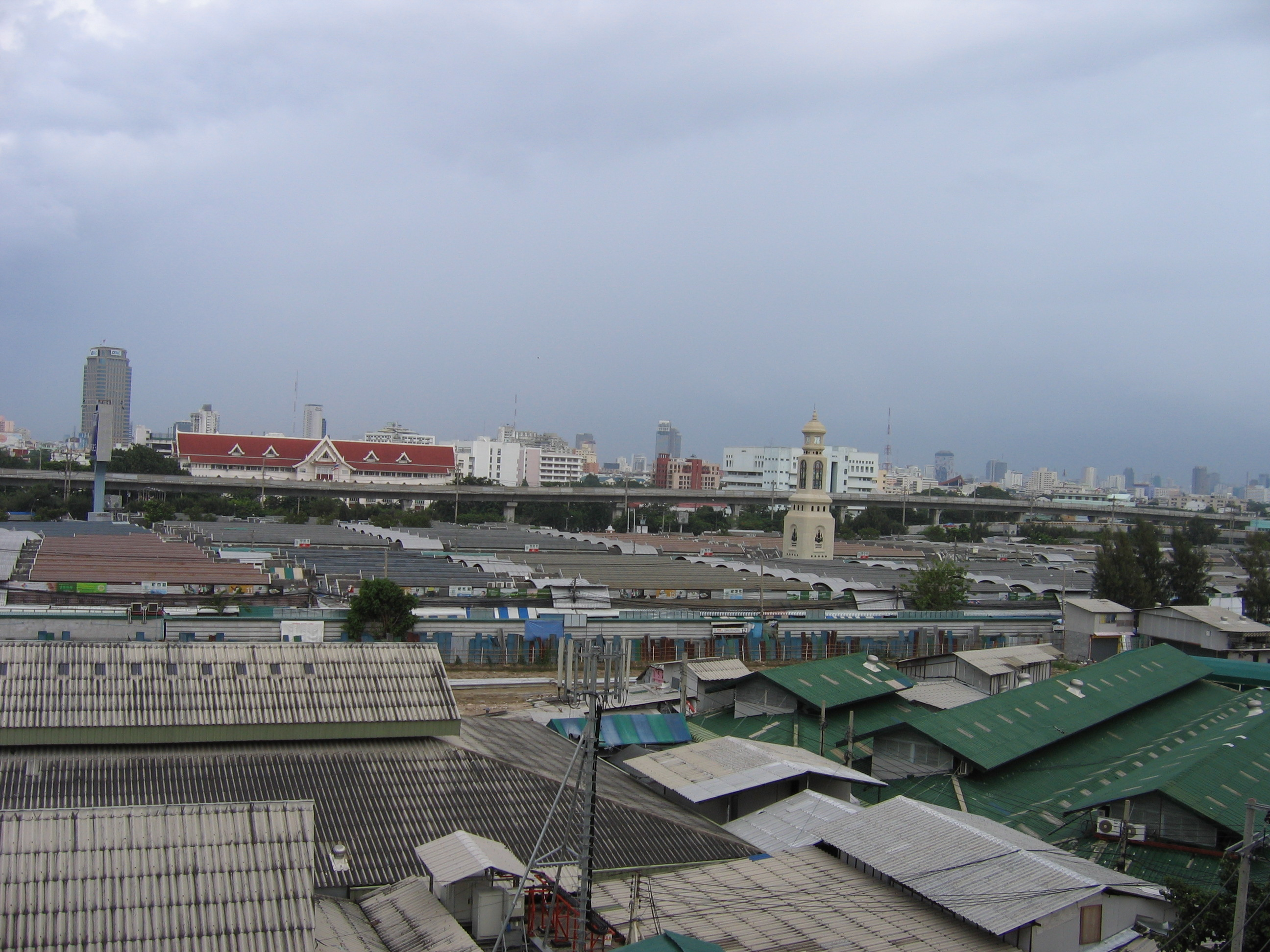
Scorcio panoramico del mercato in un'immagine del 2007

Il mercato di Chatuchak (in thailandese: ตลาดนัดจตุจักร; RTGS: Talatnat Chatuchak, , lett. "mercato delle pulci di Chatuchak") si trova nella zona settentrionale di Bangkok, capitale della Thailandia. Lavora a pieno regime al sabato e alla domenica, tanto da essere conosciuto tra gli stranieri con il nome inglese Weekend Market (mercato del fine settimana).
È stato definito il più grande mercato nazionale e il più grande mercato del fine settimana al mondo, con una superficie di circa 35 acri e oltre 200 000 visitatori ogni fine settimana. Nel 2019 al suo interno si trovavano più di 15 000 negozi suddivisi in 27 sezioni, tra cui quelle dedicate a piante, antiquariato, elettronica di consumo, cosmetici, animali da compagnia, alimenti e bevande (vendita prodotti e ristorazione), ceramiche, mobili, articoli per la casa, abbigliamento, libri ecc.

## Storia
Fu il primo ministro Plaek Phibunsongkhram a stabilire che ogni città thailandese doveva predisporre un mercato delle pulci per aiutare i commercianti e dare impulso all'economia. Fu così che nel 1942 fu inaugurato il mercato delle pulci di Bangkok e la prima sede fu Sanam Luang, la grande piazza in centro città di solito riservata alle cerimonie della monarchia. Dopo alcuni mesi si valutò che la piazza serviva anche per altre attività e il mercato fu spostato al palazzo Saranrom, sempre in centro città, e lì rimase per gli otto anni successivi. Fu quindi spostato prima a Sanam Chai e quindi di nuovo a Sanam Luang.
Nel 1982 ci fu il 200º anniversario della fondazione di Bangkok e in occasione delle grandi celebrazioni il mercato fu spostato in quella che sarebbe diventata la sua sede definitiva, il distretto settentrionale di Chatuchak, dove divenne sempre più grande e popolare. Il trasloco di negozi e bancarelle ebbe fine nel 1983 e in quel periodo era chiamato mercato Phahonyothin; nel 1987 prese il nome "mercato di Chatuchak".

## Commercio di animali a rischio di estinzione
Uno studio del 2008 dell'Unione Internazionale per la Conservazione della Natura (IUCN) ha posto in evidenza il commercio illegale a Chatuchak di animali soprattutto esotici presenti nella lista rossa dell'Unione, dove trovano posto animali e piante a rischio di estinzione. Durante un'indagine condotta nel 2015, ricercatori dell'IUCN hanno trovato nel mercato 1271 uccelli appartenenti a 117 specie diverse, 9 delle quali facenti parte della categoria "sotto minaccia di estinzione" e 8 della categoria "quasi sotto minaccia di estinzione" nella lista rossa.

## Giorni e orari di apertura
Il mercato è famoso soprattutto per il fine settimana e non tutti sanno che è aperto anche di mercoledì, giovedì e venerdì, anche se con un numero limitato di negozi. Di seguito i giorni e gli orari di apertura e i dettagli sulla merce in vendita:
Mercoledì e giovedì
Dalle 7 alle 18 solo per la sezione dedicata alle piante.
Venerdì
Dalle 6 alle 18 solo per il commercio all'ingrosso; giornata in cui i clienti possono trovare i prezzi migliori.
Sabato e domenica
Dalle 9 alle 18 con tutti i negozi aperti.

## Sezioni del mercato

Mappa del mercato

Data la vastità dell'area, sono di aiuto le mappe del mercato distribuite all'ingresso.
- Abbigliamento (sezioni 2–6, 10–26)
- Artigianato (sezioni 8–11)
- Ceramiche (sezioni 11, 13, 15, 17, 19, 25)
- Mobili e decorazioni per la casa (sezioni 1,3,4,7,8)
- Alimenti e bevande (sezioni 2, 3, 4, 23, 24, 26, 27)
- Piante e giardinaggio (sezioni 3, 4)
- Arte e gallerie (sezione 7)
- Animali e accessori (sezioni 8, 9, 11, 13)
- Libri (sezioni 1, 27)
- Antiquariato e collezionismo (sezioni 1, 26)
- Articoli vari e abbigliamento usato (sezioni 2, 3, 4, 5, 6, 22, 25, 26)[2]

## Accesso e trasporti
Il mercato si trova al 587/10, 2 Khwaeng (sottodistretto) Chatuchak, nel Khet (distretto) Chatuchak di Bangkok. Oltre che le fermate di diversi autobus cittadini, nei pressi di una delle entrate si trovano le stazioni "Chatuchak Park" della Linea Blu della metropolitana di Bangkok e "Mo Chit" della Linea Sukhumvit del Bangkok Skytrain.

## Galleria d'immagini

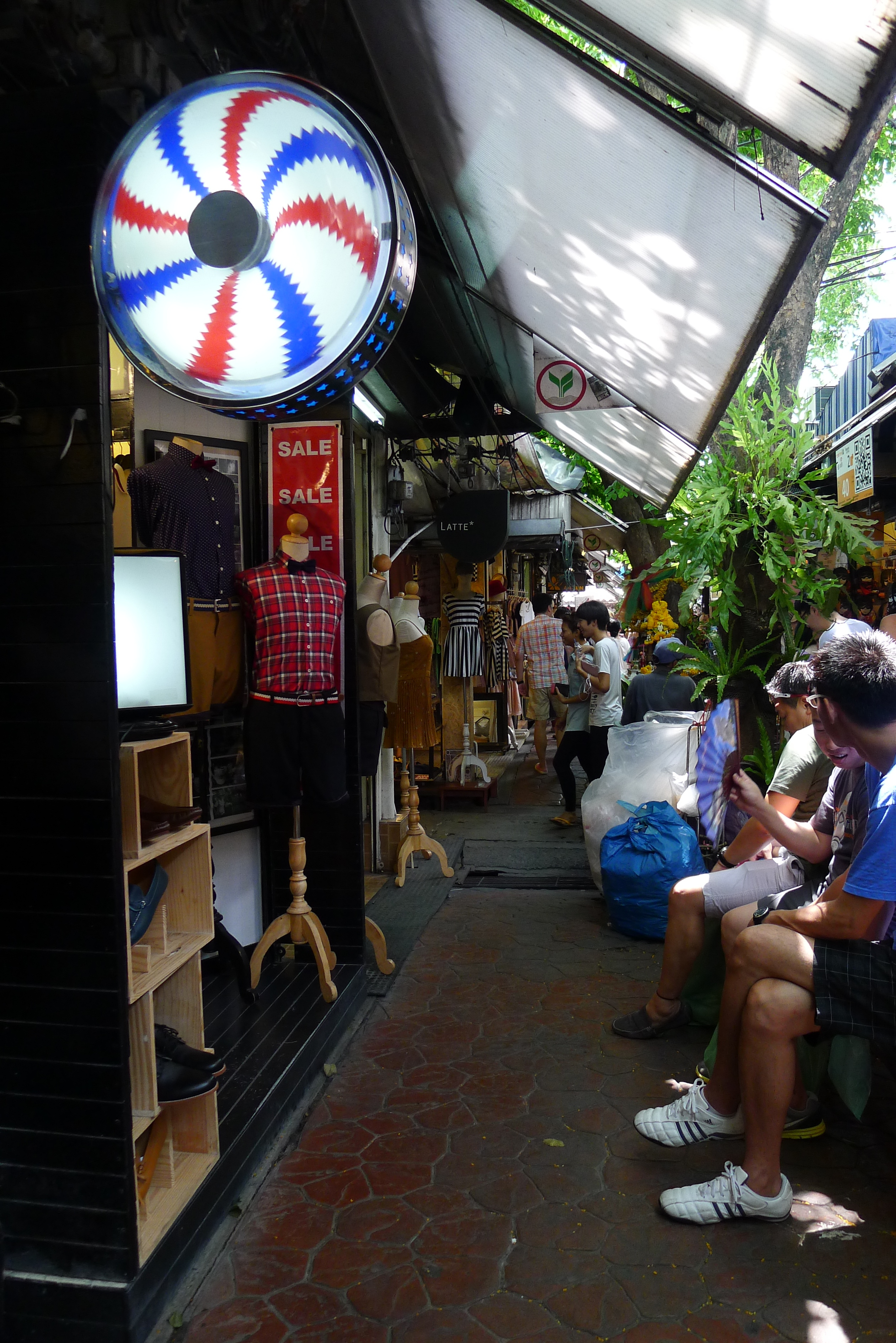
Uno dei molti piccoli e stretti vicoli del mercato
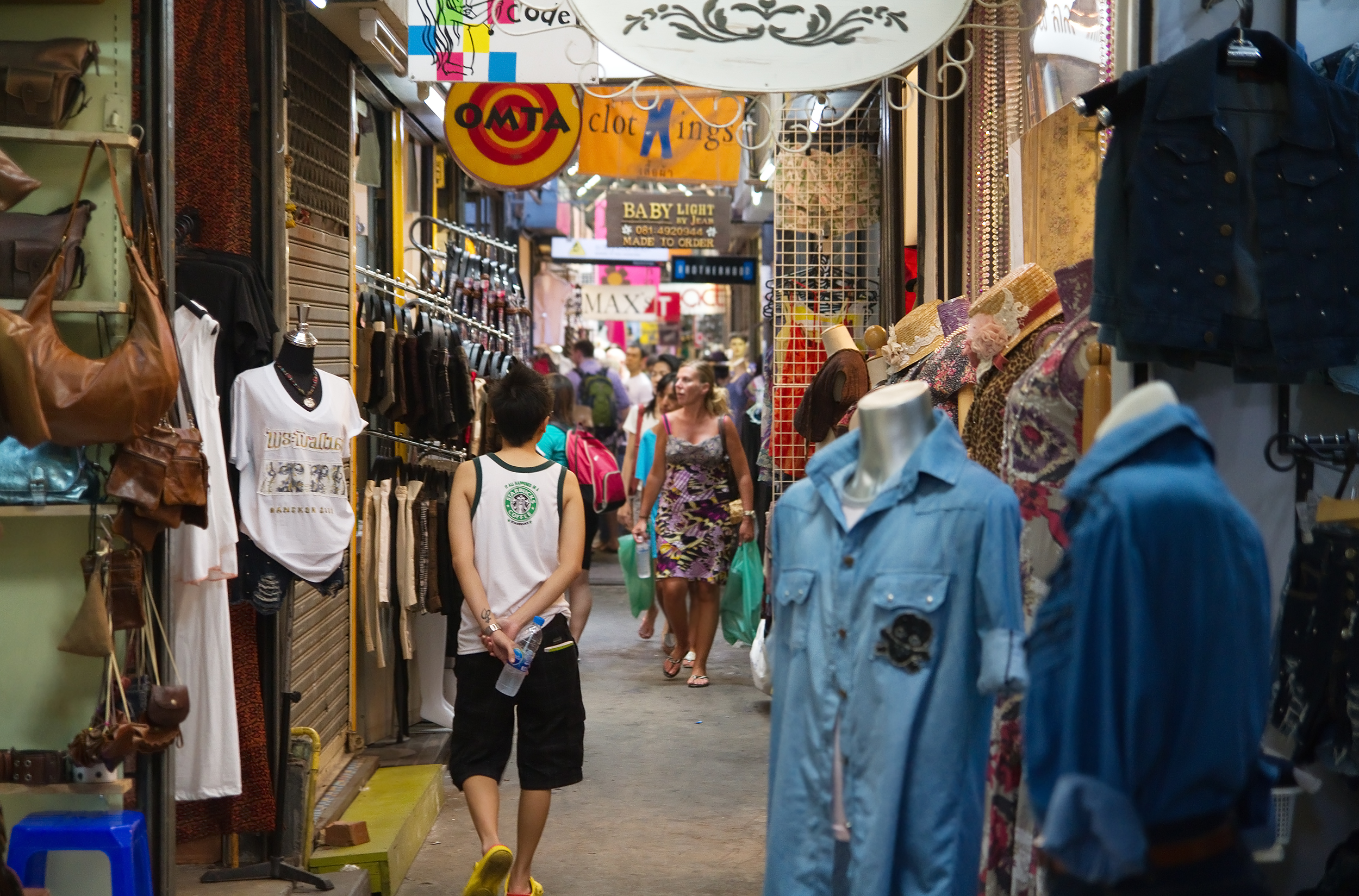
Abbigliamento
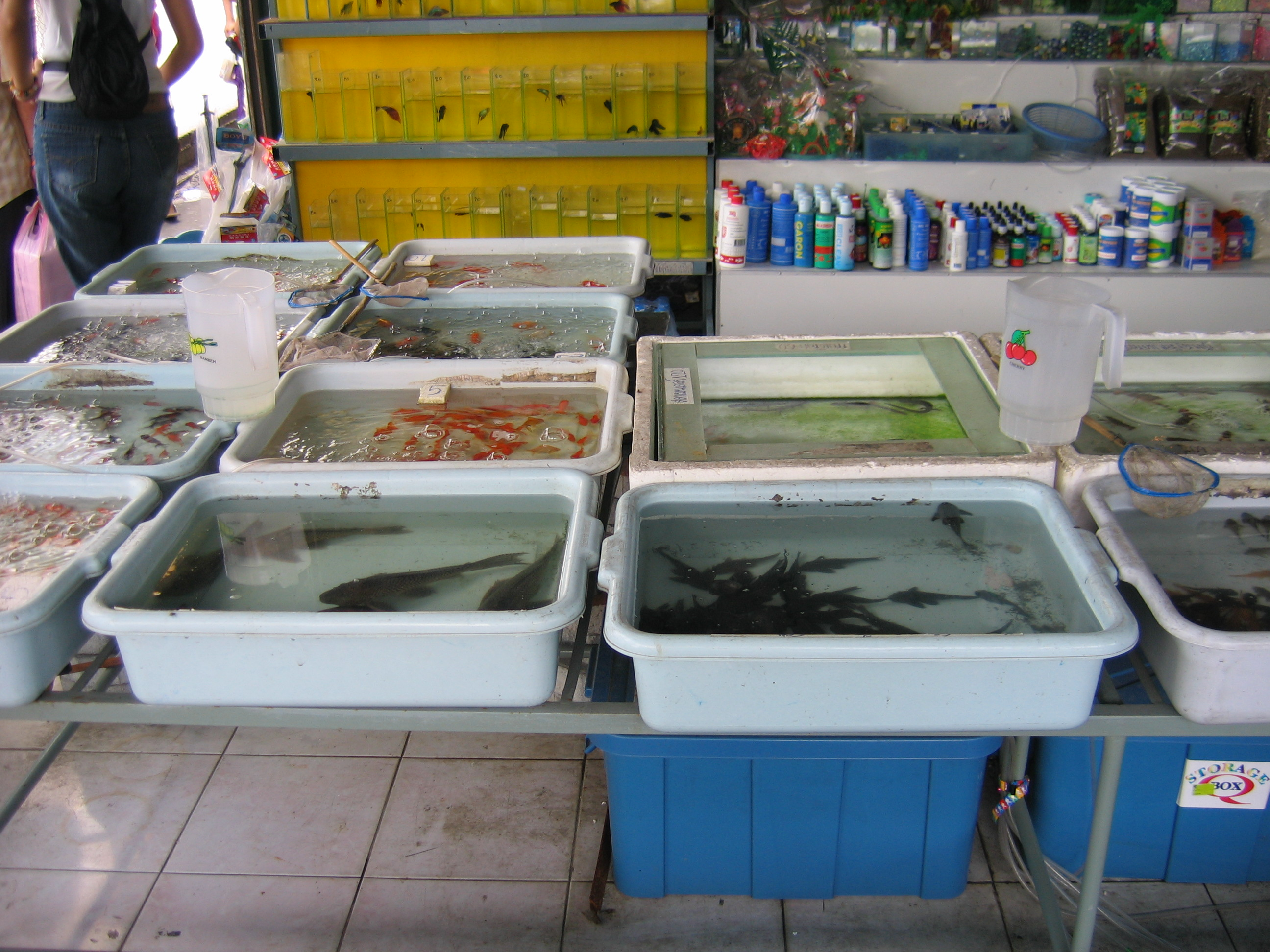
Pescheria
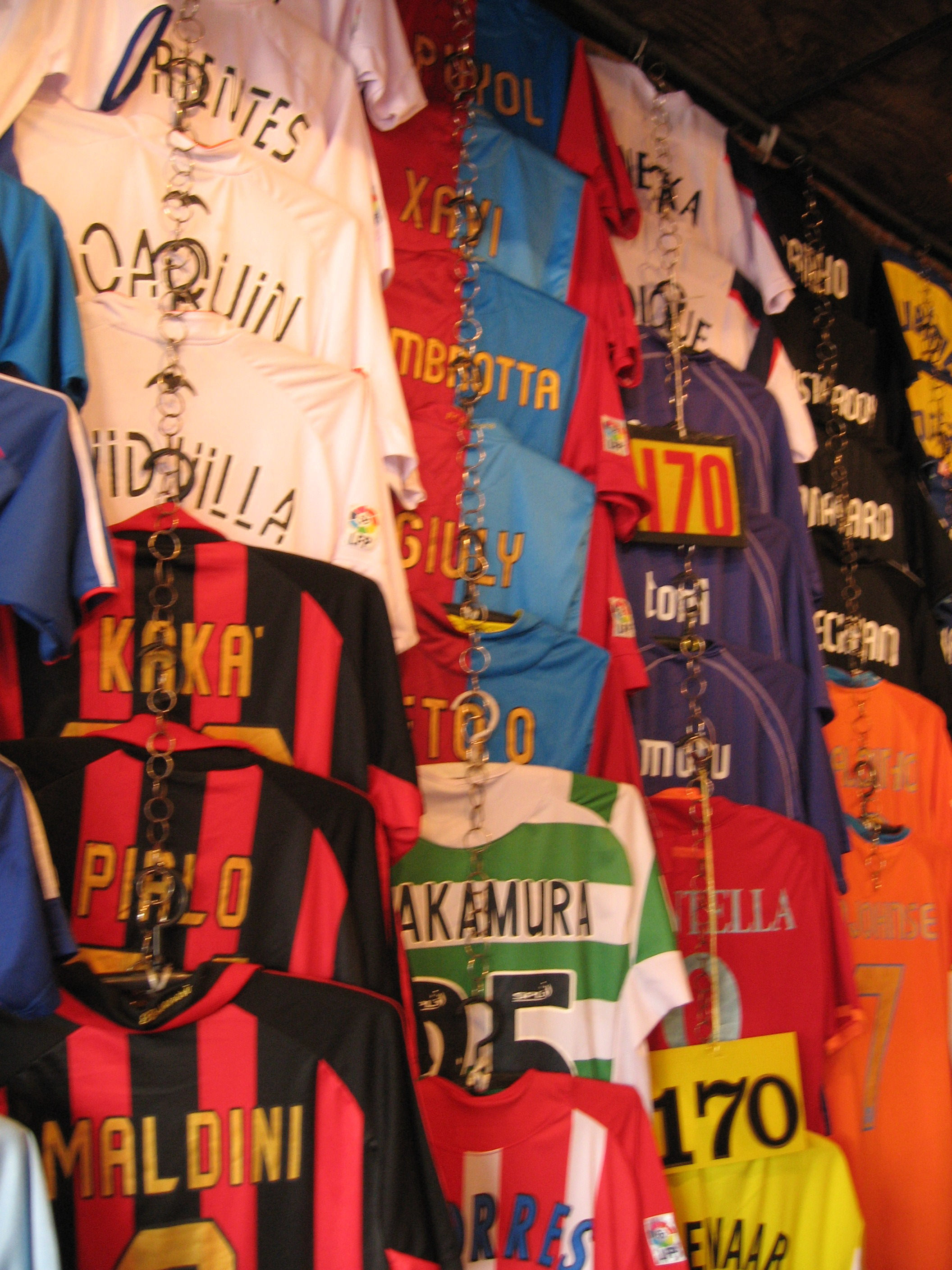
Magliette di calcio contraffatte
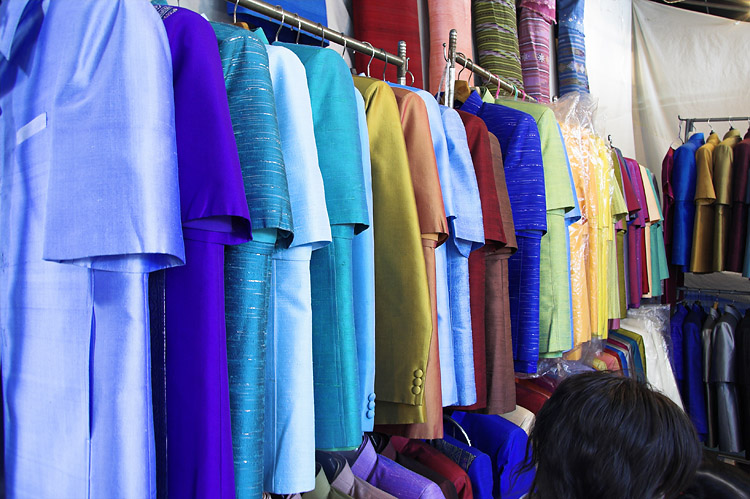
Seta
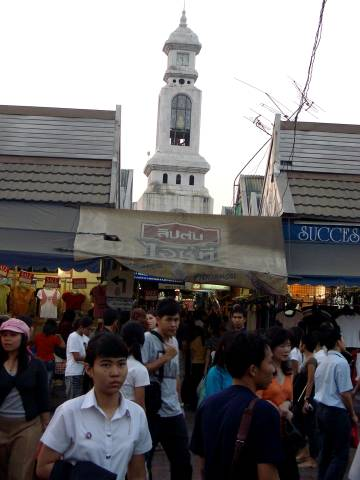
Torre dell'orologio
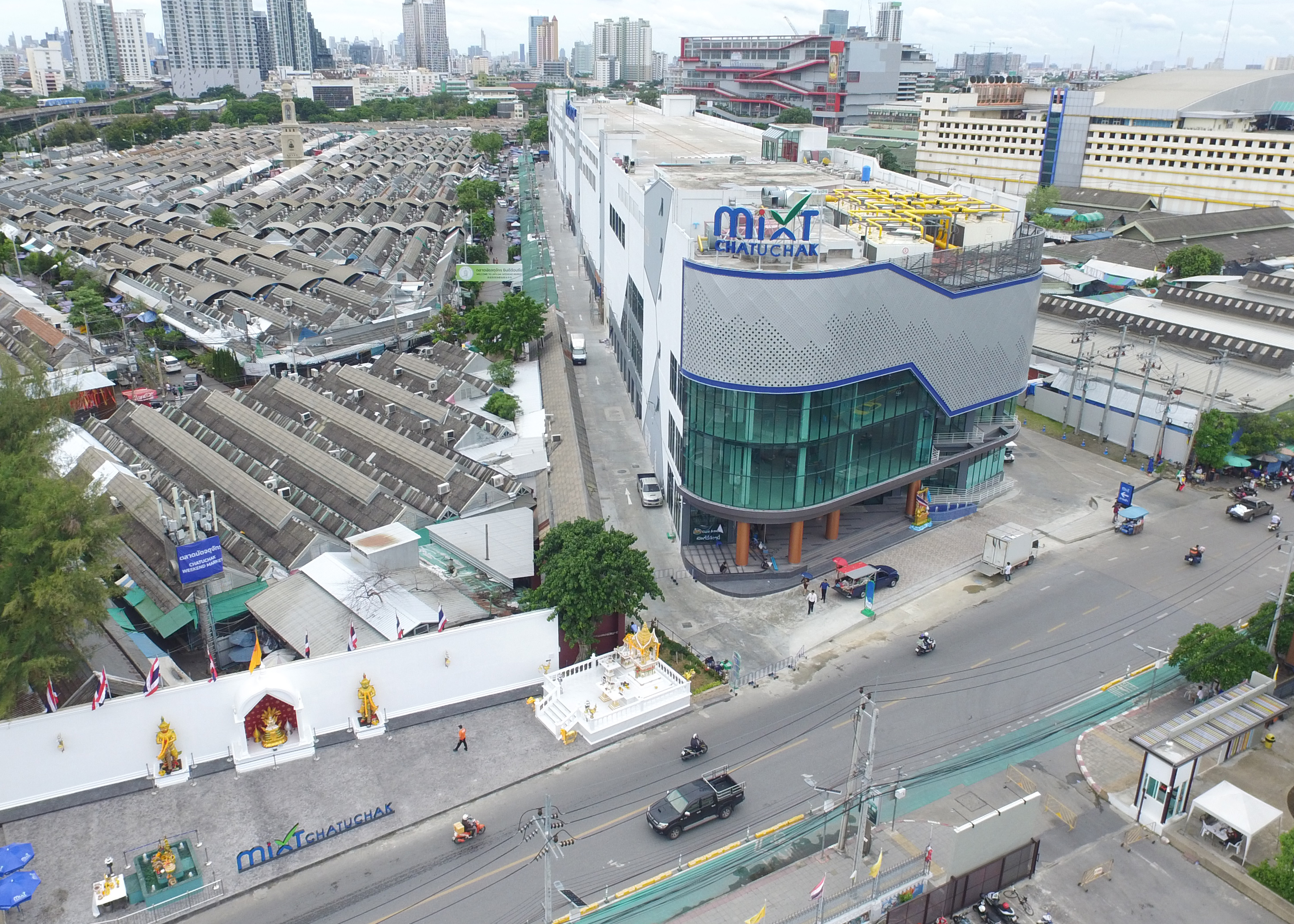
Panoramica
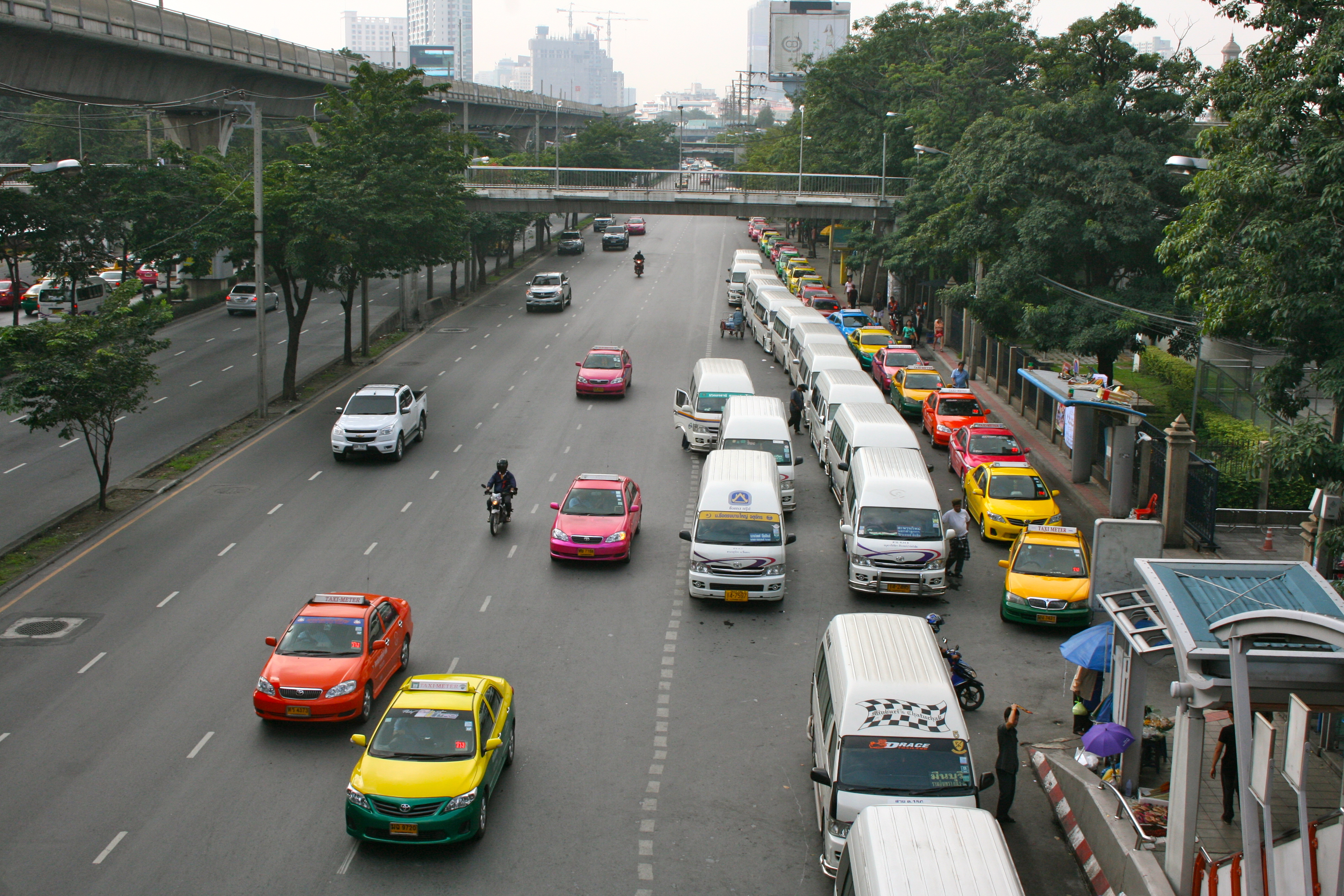
Taxi e minibus in attesa vicino all'entrata
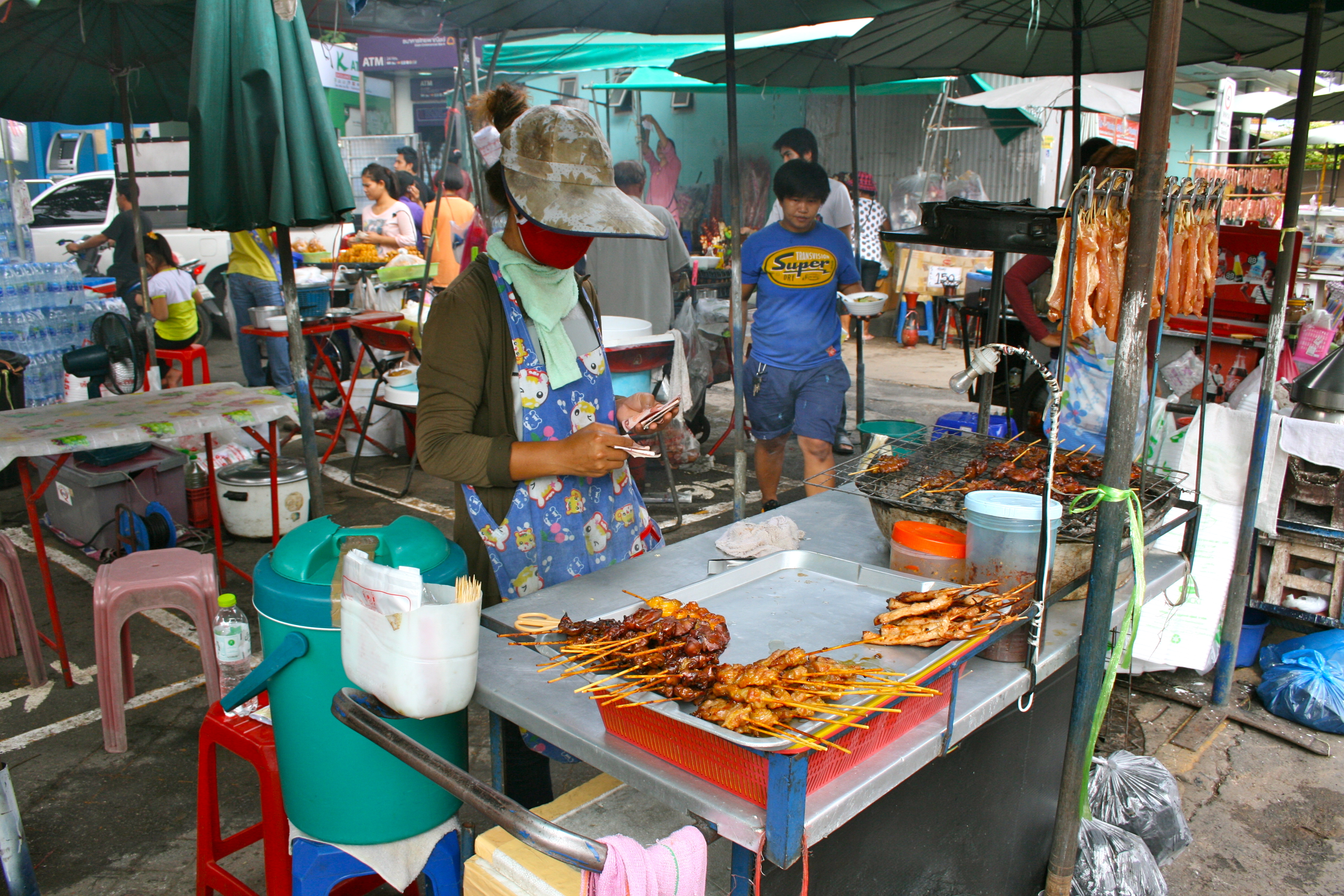
Ristorazione
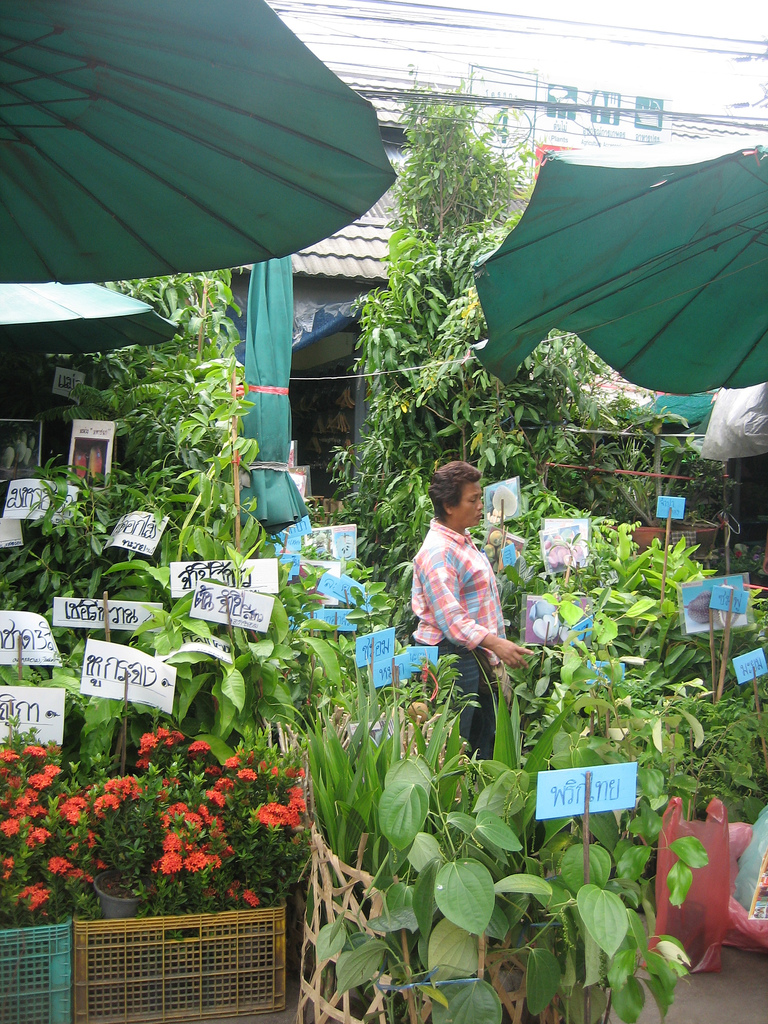
Piante
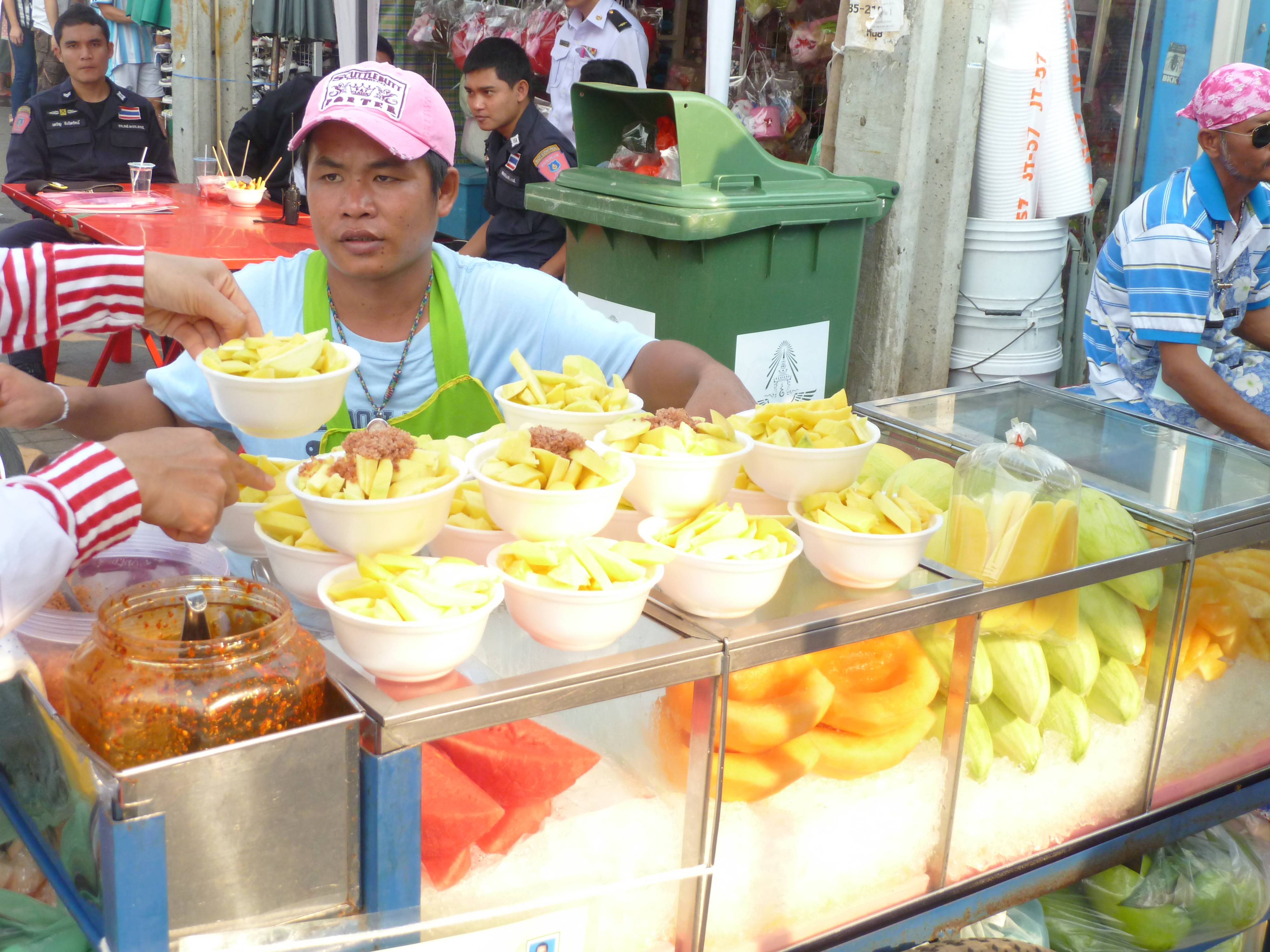
Ristorazione
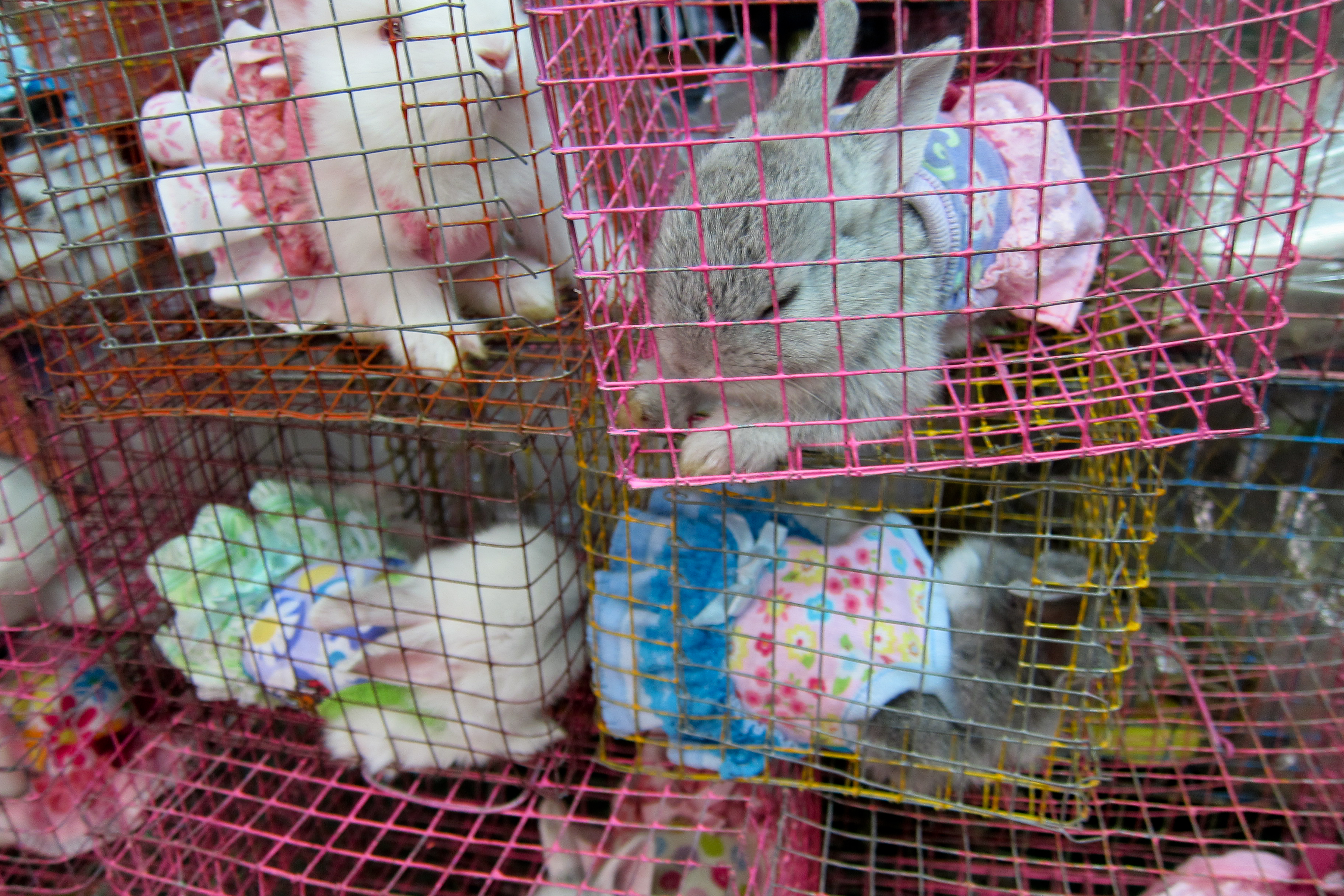
Conigli